# Sumatranoshörning
Sumatranoshörning (Dicerorhinus sumatrensis) är den minsta av alla noshörningsarter. Det är också den noshörning som har mest päls, och är den enda överlevande arten i den släktlinje som omfattade den nu utrotade ullhåriga noshörningen. Sumatranoshörningen har två horn. Idag återstår endast cirka 80 individer av arten.

## Utseende
Kroppslängden (huvud och bål) på en sumatranoshörning är 2,3 till 3,2 meter och den har en mankhöjd från 110 till 145 centimeter. Vikten är upp till ett ton. Ungdjur har en tät rödbrun päls som hos äldre exemplar blir glesare och mörkare tills håret är nästan svart. Under pälsen ligger den cirka 15 millimeter tjocka gråa huden.
Det främre hornet är bara upp till 30 centimeter långt och det bakre är bara en liten förhöjning i nosen (maximal 10 cm hög).
Sumatranoshörningens tandformel är 1/0 0/1 3/3 3/3.

## Utbredning och systematik
Det ursprungliga utbredningsområdet sträckte sig från Bangladesh och östra Indien till Myanmar, Thailand, Kambodja och Vietnam. Arten finns eller fanns även på Borneo och Sumatra. Numera förekommer arten på några begränsade och från varandra skilda områden i denna region (röda punkter på kartan).

### Underartarer
Det finns tre underarter:
- Dicerorhinus sumatrensis harrissoni, på Borneo.
- Dicerorhinus sumatrensis lasiotis, i Bangladesh, Indien och Burma.
- Dicerorhinus sumatrensis sumatrensis, på fastlandet och på Sumatra.

### Evolution
Sumatranoshörningen har inga närmare släktingar bland de levande noshörningarna. Tidigare antogs att arten är en mycket basal noshörning och att den på grund av sina två horn är nära släkt med de afrikanska arterna. Undersökningar av djurets DNA visade att den tillsammans med de andra asiatiska noshörningarna tillhör en utvecklingslinje som skilde sig från de afrikanska för 26 miljoner år sedan. Till samma utvecklinglinje hör den utdöda ullhåriga noshörningen som levde under pleistocen.

## Ekologi
Sumatranoshörning lever gömd i tropisk regnskog och i tempererade bergsskogar. Den är nattaktiv och vistas vanligen i närheten av vattenansamlingar. Ofta använder de en tjärn som viloplats som grävs lite djupare. Dessutom röjer sumatranoshörningen växtligheten vid tjärnens kanter. Varje natt äter djuret ungefär 50 kg växtdelar. Noshörningen är inte särskilt specialiserad och äter frukter, löv, bark och kvistar.
Utanför parningstiden lever varje individ ensam och hannar och honor skiljer sig kort efter parningen. Träffas hannar under parningstiden uppstår ibland strider. Revirets gränser markeras med avföring och urin. Territorier kan överlappas vid kanterna men det finns alltid en kärnregion där artfränder inte har tillträde.
Efter dräktigheten som varar vanligen 15 till 16 månader (sällan bara 12) föder honan under regntiden (oktober till maj) ett enda ungdjur. Nyfödda ungar är vanligen 90 cm långa, 25 kg tunga och har en mankhöjd av 60 cm. De göms i början bland den täta vegetationen och sedan följer de modern. Efter 16 till 17 månader slutar honan med digivning och efter sju till åtta år blir ungarna könsmogna. Honor parar sig allmänt vart tredje eller fjärde år. Livslängden är vanligen 30 till 35 år.

## Hot och status
IUCN listar arten som akut hotad (CR). Underarten D. s. lasiotus är troligtvis utdöd men det finns obekräftade berättelser att några individer lever kvar i Burma. Malaysias sista sumatranoshörning dog i slutet av September 2019 enligt The Guardian.
D. s. sumatrensis har den största utbredning men ändå finns uppskattat av WWF bara omkring 80 individer kvar och dessa vilt i Sumatra i Indonesien.
En sumatranoshörning fångades in i Kalimantan på Borneo i mars 2016. Den hade inte setts där på 30 år. Upptäckten ses som en stor seger och ger nytt hopp för den akut hotade arten. Noshörningen är en hona på mellan 4 och 5 år och ska föras till ett nytt hem, en skyddad skog cirka 150 kilometer bort. WWF har bedömt att det inte går att rädda skogsområdet från förstörelse utan att det är bättre och säkrare för djuren att flyttas till en redan skyddad plats.